# Ascension (Assise)
Pour les articles homonymes, voir Ascension.
L’Ascension (en italien, Ascensione) est une fresque attribuée au peintre  Giotto di Bondone (ou son atelier ?), datée des environs de 1291-1295 et située dans la partie supérieure de l'envers de la façade de l'église supérieure de la basilique Saint-François d'Assise.

## Description
La scène, qui se situe dans la lunette gauche, est endommagée, surtout dans la partie centrale des personnages qui assistent à l'Ascension de Jésus. Un ange survole la foule et le Christ, porté par un nuage, se tend en diagonale vers une série de nimbes concentriques qui symbolisent le paradis.
Concernant l'attribution de l'œuvre, diverses hypothèses ont été émises par les historiens de l'art :
- Cesare Gnudi (1959), relève des influences romaines et toscanes,
- Decio Gioseffi (1957 et 1963) et Roberto Salvini (1962) parlent d'un maître anonyme s'inspirant de Giotto, actif postérieurement à la réalisation des Storie francescane.
- Les hypothèses contemporaines se réfèrent à un travail exécuté à partir d'un dessin du responsable des Storie francescane, dirigé probablement par des maîtres de l'atelier de Giotto.